# 퍼도시 줄러
퍼도시 줄러(헝가리어: Pados Gyula, 1969년 10월 5일 ~ )는 헝가리의 영화 촬영 기사이다. 언털 님로드, 콜터이 러요시 등 같은 헝가리 감독들의 영화에 촬영 감독을 담당해 경력을 쌓았고, 할리우드에도 진출하였다. 영화 메이즈 러너 시리즈, 쥬만지 시리즈의 촬영 감독을 맡고 있다.

## 연출 작품 목록

### 영화
| 연도 | 제목                         | 원제                           | 감독              | 비고 |
| ---- | ---------------------------- | ------------------------------ | ----------------- | ---- |
| 2000 | 호텔 스플렌디드              | Hotel Splendide                | 테런스 그로스     |      |
| 2002 | 하트 오브 미                 | The Heart of Me                | 새디어스 오설리번 |      |
| 2003 | 콘트롤                       | Kontroll                       | 언털 님로드       |      |
| 2005 | 페이트리스                   | Sorstalanság                   | 콜터이 러요시     |      |
| 2006 | 원초적 본능 2                | Basic Instinct 2               | 마이클 캐턴존스   |      |
| 2007 | 이브닝                       | Evening                        | 콜터이 러요시     |      |
| 2008 | 공작부인: 세기의 스캔들      | The Duchess                    | 솔 디브           |      |
| 2010 | 프레데터스                   | Predators                      | 언털 님로드       |      |
| 2013 | 메탈리카 스루 더 네버        | Metallica Through the Never    | 언털 님로드       |      |
| 2014 | 밀리언 달러 암               | Million Dollar Arm             | 크레이그 길레스피 |      |
| 2015 | 메이즈 러너: 스코치 트라이얼 | Maze Runner: The Scorch Trials | 웨스 볼           |      |
| 2017 | 쥬만지: 새로운 세계          | Jumanji: Welcome to the Jungle | 제이크 캐스던     |      |
| 2018 | 메이즈 러너: 데스 큐어       | Maze Runner: The Death Cure    | 웨스 볼           |      |
| 2019 | 쥬만지: 넥스트 레벨          | Jumanji: The Next Level        | 제이크 캐스던     |      |